# Fabiola Zuluaga
Fabiola Zuluaga (Cúcuta, 7 de janeiro de 1979) é uma ex-tenista profissional colombiana, conquistou cinco titulos no WTA Tour, alcançou a posição de Nº 16 de simples no ranking da WTA, e seu maior feito foi alcançar as semifinais do Australian Open de 2004.
Em 9 de setembro de 2005, Fabiola Zuluaga anunciou sua aposentadoria das quadras, após dez anos jogando como profissional. O motivo do encerramento foi o de ficar mais tempo com a família.
O anúncio da aposentadoria da tenista colombiana, então com 26 anos, veio nove meses após o casamento com o jornalista Julian Garcia e nove dias após sua eliminação no US Open de 2005 para a belga Kim Clijsters por 7/5 e 6/0.

## Destaques da carreira

### Simples
Venceu: 
- 2004 - Bogota;
- 2003 - Bogota;
- 2002 - Bogota;
- 2001 - ITF/Hallandale Beach-USA;
- 1999 - Bogota, Sao Paulo, ITF/Cali-COL;
- 1998 - ITF/Orbetello-ITA, ITF/Cali-COL, ITF/Bogota-COL;
- 1997 - ITF/Bogota-COL;
- 1996 - ITF/Bogota-COL, ITF/Bytom-POL;
- 1995 - ITF/Cali-COL

Finalista:
- 2000 - Madrid

Semifinalista:
- 2005 - Bogota;
- 2004 - Australian Open;
- 2002 - Madri;
- 2000 - Roma

### Duplas
Finalista: 
- 2002 - Quebec City (c/Salerni)

Semifinalista: 
- 2004 - Warsaw (c/Daniilidou);
- 2003 - Bogota (c/Suárez);
- 1998 - Bogota (c/Mesa)

### Representação nacional
- Equipe colombiana na Fed Cup: 1995-2000, 2003
- Equipe olímpica colombiana: 2000, 2004

## Finais no WTA Tour

### Simples: 6 (5–1)
| Legenda                             |
| ----------------------------------- |
| Grand Slam (0–0)                    |
| WTA Tour (0–0)                      |
| Premier Mandatory & Premier 5 (0–0) |
| Premier (0–0)                       |
| International (5–1)                 |

| Títulos por piso |
| ---------------- |
| Duro (0–0)       |
| Grama (0–0)      |
| Saibro (5–1)     |
| Carpete (0–0)    |

| Resultado | N. | Data              | Torneio              | Piso   | Oponente                | Placar        |
| --------- | -- | ----------------- | -------------------- | ------ | ----------------------- | ------------- |
| Campeã    | 1. | 21 Fevereiro 1999 | Bogotá, Colômbia     | Saibro | Christína Papadáki      | 6–1, 6–3      |
| Campeã    | 2. | 10 Outubro 1999   | Brasil, Brasil       | Saibro | Patricia Wartusch       | 7–5, 4–6, 7–5 |
| Vice      | 3. | 22 Maio 2000      | Madrid Open, Espanha | Saibro | Gala León García        | 6–4, 2–6, 2–6 |
| Campeã    | 4. | 24 Fevereiro 2002 | Bogotá, Colômbia     | Saibro | Katarina Srebotnik      | 6–1, 6–4      |
| Campeã    | 5. | 23 Fevereiro 2003 | Bogotá, Colômbia     | Saibro | Anabel Medina Garrigues | 6–3, 6–2      |
| Campeã    | 6. | 29 Fevereiro 2004 | Bogotá, Colômbia     | Saibro | María Sánchez Lorenzo   | 3–6, 6–4, 6–2 |

### Duplas: 1 (0–1)
| Legenda                             |
| ----------------------------------- |
| Grand Slam (0–0)                    |
| WTA Tour (0–0)                      |
| Premier Mandatory & Premier 5 (0–0) |
| Premier (0–0)                       |
| International (0–1)                 |

| Títulos por piso |
| ---------------- |
| Duro (0–1)       |
| Grama (0–0)      |
| Saibro (0–0)     |
| Carpete (0–0)    |

| Resultado | N. | Data             | Torneio        | Piso   | Parceira             | Oponentes                     | Placar        |
| --------- | -- | ---------------- | -------------- | ------ | -------------------- | ----------------------------- | ------------- |
| Vice      | 1. | 13 Setembro 2002 | Quebec, Canadá | Saibro | María Emilia Salerni | Samantha Reeves Jessica Steck | 6–4, 3–6, 5–7 |